# ジョージ・ゴードン (第15代サザーランド伯爵)

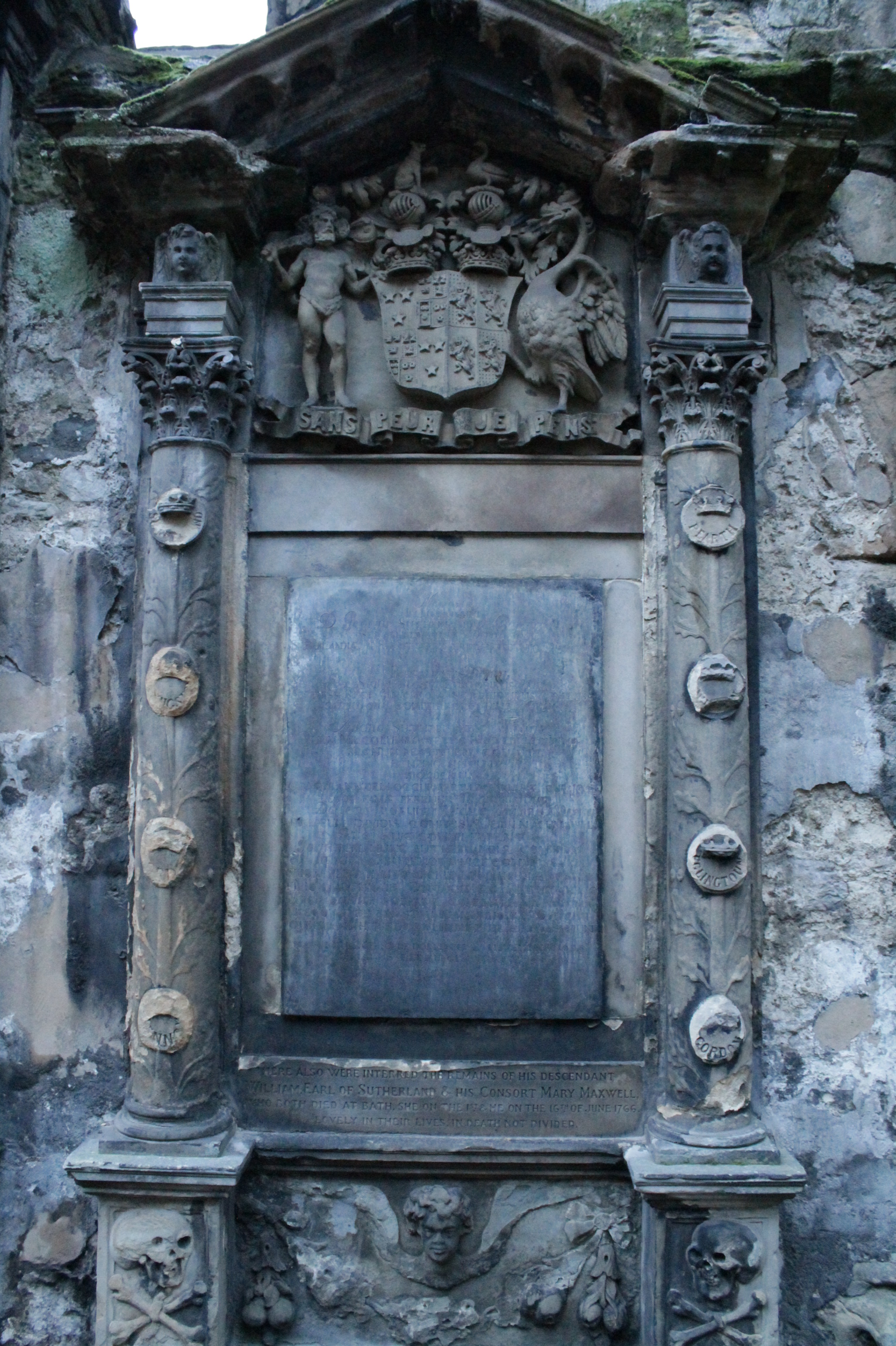
ホリールード寺院にある第15代サザーランド伯爵の墓。2018年撮影。

第15代サザーランド伯爵ジョージ・ゴードン（英語: George Gordon, 15th Earl of Sutherland、1633年11月2日 – 1703年3月4日）は、スコットランド貴族。

## 生涯
第14代サザーランド伯爵ジョン・ゴードンと1人目の妻ジーン（Jean、旧姓ドラモンド（Drummond）、1637年12月29日没、初代パース伯爵ジェームズ・ドラモンドの娘）の次男（長男ジョンは1637年10月14日に天然痘により病死）として、1633年11月2日にドーノックで生まれた。1654年8月に弟ロバート（1635年12月31日 – 1671年）とともにロンドンに向かった。2人はスペイ川からヨークまで乗馬で進み、ヨークからロンドンまでは1週間の間馬車に乗った。その道中での観光、学び、書籍の購入などに関する記述が詳しく残されている。1656年5月に帰途についたが、1660年6月に今度は妻とともにロンドンに向かい、王政復古の後のチャールズ2世に謁見した。
1662年2月に父からサザランドでの領地を与えられた。政情不穏な時期だったため、第6代ケイスネス伯爵ジョージ・シンクレアと協力して騒動を鎮めようとしたが、あまり成果が上がらなかった。
1679年10月14日に父が死去すると、サザーランド伯爵位を継承した。1680年6月に一旦爵位を返上して、1681年6月24日に再叙爵（ノヴォダマス）を受けた。その後は出国し、1685年11月にはロッテルダムで妻と合流した。
ジェームズ2世（スコットランド王としてはジェームズ7世）を支持しなかったとされ、1688年にオラニエ公ウィレム3世がイングランドに上陸したときにそれに追随して帰国した。1689年3月14日にエディンバラで招集された仮議会に出席しており、以降も断続的ながらスコットランド王国議会に登院した（最後の登院は1700年10月）。
1703年3月4日に死去、ホリールード寺院に埋葬された。息子ジョンが爵位を継承した。死後、妻がホリールード寺院で記念牌を立て、その碑銘は初代クロマーティ伯爵ジョージ・マッケンジーが書いたとされる。

## 家族
1659年8月11日、ジーン・ウィームズ（Jean Wemyss、1715年1月5日没、第2代ウィームズ伯爵デイヴィッド・ウィームズの娘）と結婚、6人の子女をもうけた。
- ジョン（1661年3月2日洗礼 – 1733年6月27日） - 第16代サザーランド伯爵[1]
- アンナ（1663年8月14日洗礼 – 1695年6月） - 1683年5月3日、第3代アーバスノット子爵ロバート・アーバスノットと結婚、子供あり[1][3]
- ジーン（1665年4月24日 – 1680年までに没[1]）
- デイヴィッド（1670年12月22日 – ?） - 1670年12月29日洗礼[1]
- ほか子女2人（それぞれ1666年6月7日、1668年6月24日埋葬[1]）